# Žigerovci
Žigerovci falu Horvátországban Pozsega-Szlavónia megyében. Közigazgatásilag Bresztováchoz tartozik.

## Fekvése
Pozsegától légvonalban 11, közúton 13 km-re, községközpontjától légvonalban 6, közúton 7 km-re északnyugatra, Szlavónia középső részén, az Orljava bal partján emelkedő magaslaton fekszik.

## Története
A török uralom idején muzulmán lakossága volt, akik a felszabadító harcok elől Boszniába menekültek. A helyükre Boszniából pravoszláv szerbek érkeztek, akik azonban hamarosan kihaltak. A 18. században és a 19. században újabb szerb családok költöztek a településre, de a mai lakosság mégsem ezek leszármazottja, hanem új betelepülők, akik a második világháború után az elüldözött magyar és német népesség helyére érkeztek. A falu a bresztováci uradalomhoz tartozott. Az első katonai felmérés térképén „Dorf Zigerovczi” néven látható. Lipszky János 1808-ban Budán kiadott repertóriumában „Xigerovci” néven szerepel. Nagy Lajos 1829-ben kiadott művében „Xigerovczi” néven 8 házzal és 39 ortodox vallású lakossal találjuk. 1857-ben 13, 1910-ben 56 lakosa volt. 1910-ben a népszámlálás adatai szerint lakosságának 86%-a magyar, 11%-a német anyanyelvű volt. Pozsega vármegye Pozsegai járásának része volt. Az első világháború után 1918-ban az új szerb-horvát-szlovén állam, majd később (1929-ben) Jugoszlávia része lett. 1991-ben lakosságának 76%-a szerb, 20%-a jugoszláv nemzetiségű volt. 2011-ben 7 lakosa volt.

## Lakossága
| Lakosság változása | Lakosság változása | Lakosság változása | Lakosság változása | Lakosság változása | Lakosság változása | Lakosság változása | Lakosság változása | Lakosság változása | Lakosság változása | Lakosság változása | Lakosság változása | Lakosság változása | Lakosság változása | Lakosság változása | Lakosság változása |
| ------------------ | ------------------ | ------------------ | ------------------ | ------------------ | ------------------ | ------------------ | ------------------ | ------------------ | ------------------ | ------------------ | ------------------ | ------------------ | ------------------ | ------------------ | ------------------ |
| 1857               | 1869               | 1880               | 1890               | 1900               | 1910               | 1921               | 1931               | 1948               | 1953               | 1961               | 1971               | 1981               | 1991               | 2001               | 2011               |
| 13                 | 25                 | 12                 | 21                 | 40                 | 56                 | 52                 | 105                | 44                 | 58                 | 71                 | 58                 | 44                 | 25                 | 21                 | 7                  |